# Episinus immundus
Episinus immundus là một loài nhện trong họ Theridiidae.
Loài này thuộc chi Episinus. Episinus immundus được Eugen von Keyserling miêu tả năm 1884.